# Марко даль Піно
Марко даль Піно або  Марко Піно  чи Марко да Сієна (італ. Marco dal Pino 1525, Сієна — бл. 1587, Неаполь) — італійський художник доби маньєризму, найбільш значуща фігура доби Контрреформації у місті Неаполь.

## Життєпис
Народився в селі Коста аль Піно, що розташоване неподалік від міста Сієна. Прізвище художника не мало остаточної форми, тому він відомий під декількома іменами, Марко Піно, Марко даль Піно, Марко да Сієна.
У 1537—1542 роках опановував художню майстерність у сієнського художника Доменіко Беккафумі (1486—1551), котрий давно виробився у похмурого представника маньєристичного напрямку. Прихильником маньєризму став і Марко даль Піно, покращивши власний малюнок і колорит завдяки рисам народженого академізму.

## Римський період
1543 року Марко даль Піно перебрався на житло у папський Рим, де працював помічником у майстернях Періно дель Вага та Даніеле да Вольтерра, старанних епігонів художньої манери пізнього Мікеланджело Буонарроті.
До римського періоду творчості Марко даль Піно відносяться фрески в замку Святого Янгола, котрі той виконав разом із Періно дель Вага (сцени з життєпису Александра Македонського).
Виробився у віртуозного малювальника. Його малюнки неодноразово ставали зразками для створення гравюр, котрі робили Корнеліс Корт (1568), Маріо Картаро (1571), Керубіно Альберті (1579).

## Неаполітанський період. Останні роки
1557 року перебрався на житло у місто Неаполь, де перебував до власної смерті. Лише іноді у 1573 та у 1575 роках ненадовго приїздив у Рим, де працював під патронатом кардинала Гонфалоне.
В Неаполі працював за замовами релігійних громад і створював вівтарні картини, був найбільш помітною фігурою в мистецтві доби контрреформації.
Помер в Неаполі близько 1587 року (точної дати смерті не збережено).

## Вибрані твори

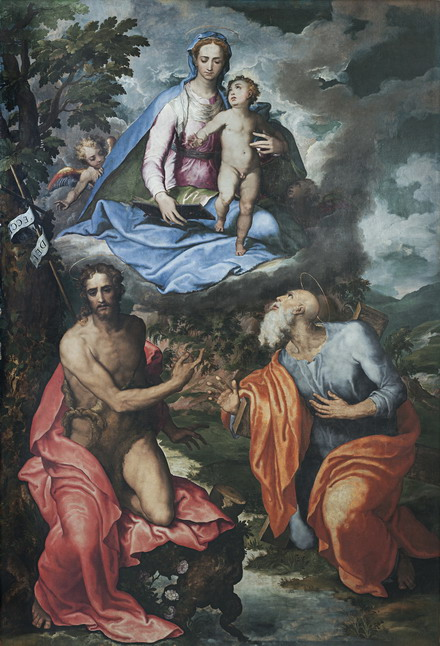
"Мадонна з немовлям, Іваном Хрестителем і Св. Андрієм ", 1557 р.

- вівтар "Мадонна з немовлям, Іваном Хрестителем і Св. Андрієм "
- «Поклоніння пастухів»
- «Поклоніння волхвів»
- « Христос перед натовпом»
- « Увірування апостола Фоми»
- " Свята Родина з Іваном Хрестителем дитиною "
- «Оплакування Христа»
- « Не торкайся мене»
- « Архангел Михаїл»
- « Успіння богородиці»
- " Відсіч голови Івана Хрестителя "
- « Христос в славі»
- « Апостол Павло»
- « Зустріч Марії та Єлизавети»
- " Воскресіння Христа "
- « Мадонна дель Розаріо»

## Галерея

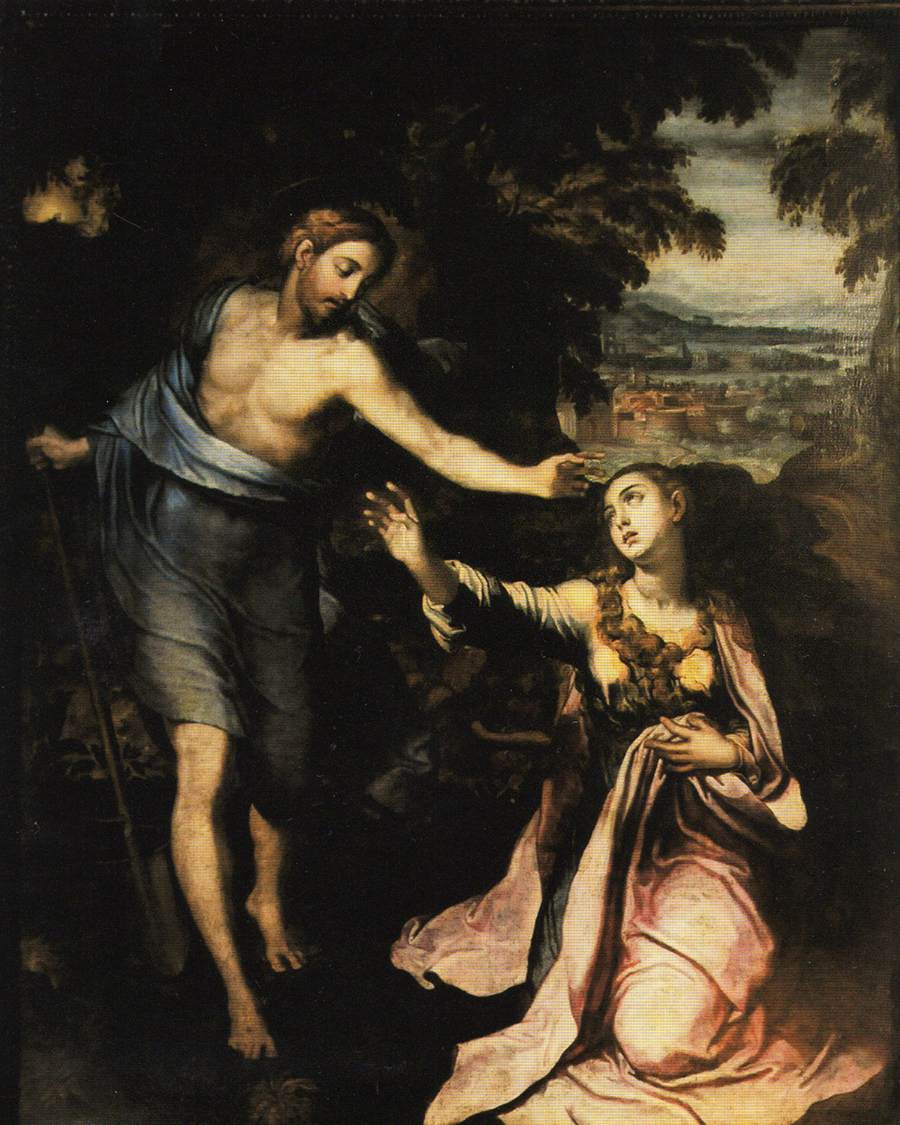
«Не торкайся мене» («Христос і Марія Магдалина»), Музей капуцинів, Рим
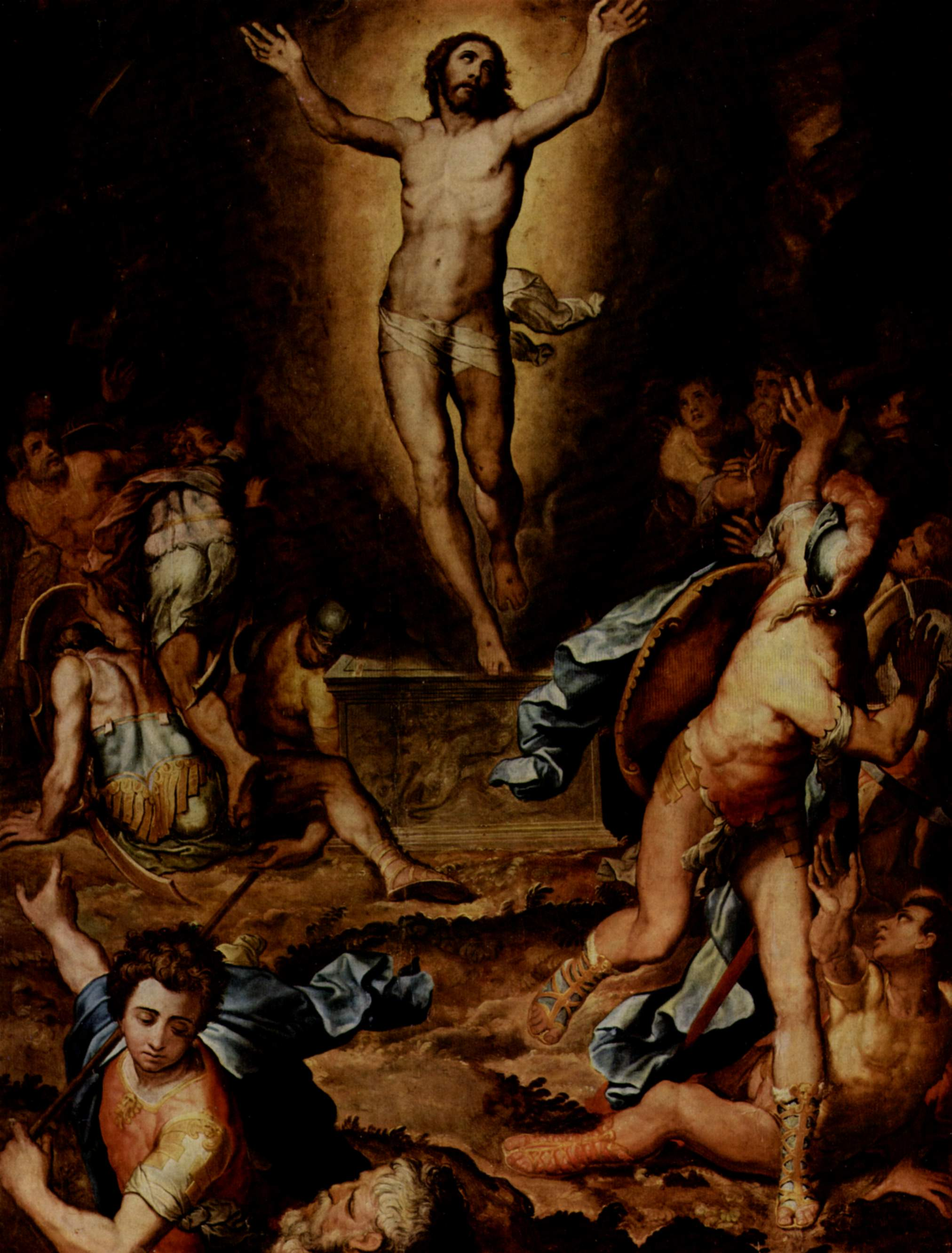
«Воскресіння Христа», 1555, галерея Боргезе
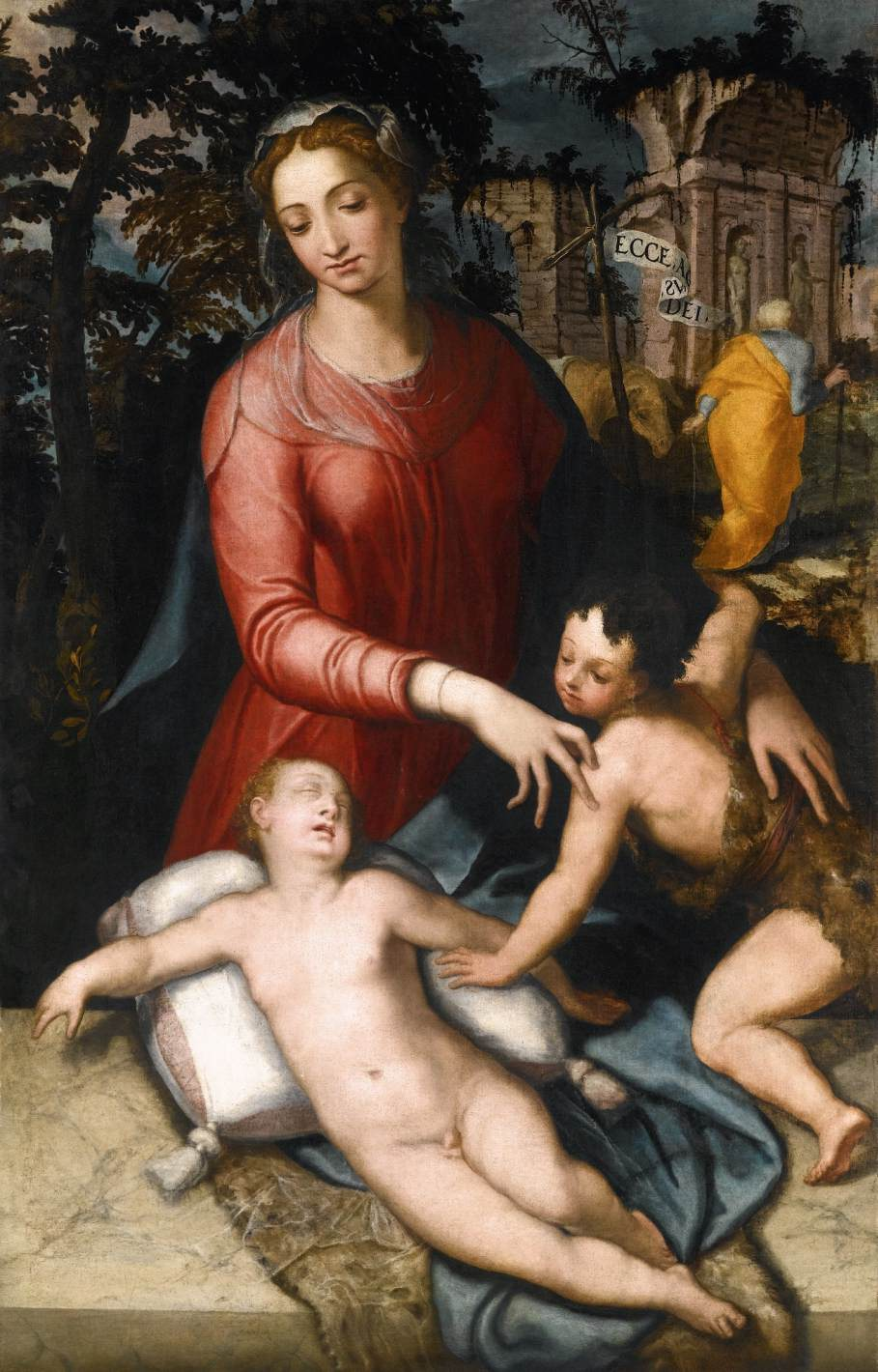
«Свята Родина з Іваном Хрестителем дитиною»